# حيدر الشهابي

## نبذة عنه
بعد موت الأمير أحمد المعني انقرضت سلالة المعنيين 1697م تداعى أعيان البلاد إلى انتخاب الأمير الشاب بشير شهاب أميرًا على البلاد وما ان تم انتخابه حتى اصر العثمانيون على تسليم الإمارة إلى حيدر (الأول) شهاب وسوي الامر باستلام بشير للإمارة ريثما يبلغ حيدر سن الرشد وكان الشهابيون يدينون بالسنة ولكنهم ظلوا يظهرون بمظهر الدروز حتى اواسط القرن الثامن عشر حيث علا صوت الموارنة السياسي والاجتماعي، وكان الشهابيون قيسيين استطاعوا في عهد بشير الأول (1697-1707) ان يقضوا على اليمنيين في معركة عين دارا عام 1711م بعد أن عين العثمانيون الأمير يوسف علم الدين اليمني أميرًا على البلاد في تحدي للشهابيين.

## معركة عين دارا
تغنى مؤرخو لبنان بمعركة ( عين دارا ) وتكتب أيضاً عين دارة ونتائجها لإنها " كانت المعركة الفاصلة في شأن لبنان، إذ جاء النصر التام على الحزب اليمني الأبيض فهلك معظمهم في حومة الوغى وتفانى قوام عصبيتهم كل التفاني وفي جملتهم امراء آل علم الدين الذين كانوا صدعاً مستمراً في بناء سلطة المعنيين والشهابيين". لقد نسبوا النصر إلى أمراء جبل لبنان ومشايخه، ومقدميه، وطمسوا معالم الحقيقة، وكشفها قنصل فرنسا في صيدا، Estelle(استيل) برسالة إلى وزير الدولة، "Pont Chartrain"(بونت شرتران)التقرير المؤرخ في الثالث والعشرين من آيار سنة 1711م وجاء فيه:
L’Emir Aydar a demandé la protection d’un cheik très puissant de Balbek qui la lui a accordée, et lui a donné environ deux mille cinq cents hommes de bonnes troupes pour ce pays .Il a pris cette petite armée vers le Chouf ou `le nombre a bien augmente’ par les druses de la bannière rouge qui l’on rejoint.
En très peu de jours il a eu sous son ordre quatre milles hommes…
وهذه ترجمة النص:

«طلب الأمير حيدر الحماية من شيخ بعلبك القوي جداً. وقد منحه الحماية، وأعطاه قرابة الفين وخمسماية رجل من خيرة جنود هذا البلد. وتقدم - بسرية تامة - مع هذا الجيش الصغير إلى بلاد الشوف. وبسرعة ازداد عدده بتجمعات الدروز من (القيسية الحمر) الذين التفوا حوله. وخلال أيام قليلة بات تحت إمرته أربعة آلاف رجل». لقد خاض الأمير حيدر الشهابي معركة عين دارا بأربعة آلاف رجل منهم الفان وخمسماية من جند الأمير حسين الحرفوش، والف وخمسماية من بلاد الشوف.

كما أتى البروفسور إستيفان ونتر على ذكر تلك الواقعة حيث قال في أطروحته:
| حيدر الشهابي | The Harfushes do not seem to have joined the Hamadas who had already been at war with the vali of Tripoli for nearly a year. Instead, they gave the emir Haydar al-Shihabi refuge when it became clear that the state intended to replace him with a rival Druze household, and provided 2500 troops to enable him to crush his enemies and establish the Shihabi as the sole tribal ruler ship of Sidon. | حيدر الشهابي |

 وترجمته كالتالي:

يبدو أن الحرافشة لم ينضموا إلى الحمادية اللذين كانوا فعلا في حالة حرب مع والي طرابلس لما يقارب العام. وعوضاً عن ذلك أعطوا الأمير حيدر الشهابي اللاجئ عندهم، الدعم عندما أصبح جلياً أن الدولة العثمانية كانت تنوي إستبداله بإحدى الشخصيات الدرزية المنافسة له في المنزلة، حيث قدم الحرافشة للأمير حيدر 2500 جندي لتمكينه من سحق أعدائه وإقامة إمارتهِ الشهابية منفرداً في صيدا.

ويفهم من ذلك أن كلا من الحمادية في حربهم مع والي طرابلس والأمير حيدر الشهابي في معركة في عين دارا كانا في حاجة لدعم الأمير حسين الحرفوش الذي كان حاكماً لبعلبك والبقاعين في ذلك الوقت.

## نتائج المعركة
أجرى الأمير حيدر ترتيبات جديدة بين الاسر الإقطاعية الحليفة تركت يصماتها على مجريات الاحداث ومستقبلها. فوزّع الأمير حيدر غنائم الحرب على جميع حلفائه فمنح المقدمين اللمعيين لقب امراء، الامر الذي سمح لهم بالزواج من الشهابيين وثبّتهم في اقطاعهم في المتن مضيفا اليه منطقة القاطع الذي فصله عن كسروان. ورفع آل جنبلاط إلى درجة المشيخة وولاّهم على الشوف كما ولّى آل تلحوق على اقطاع الغرب وآل عبد الملك على اقطاع الجرد والنكديين على منطقة الناعمة، مبقيا على سلطة آل حمادة في بلاد جبيل وجبّتي المنيطرة وبشري. وثبّت القيسيين المسيحيين في اقطاعاتهم. فولّى الخازنيين على كسروان، والحبيشيين على غزير وضواحيها، وآل الدحداح على الفتوح، وآل العازار على الكورة، وآل الضاهرعلى منطقة الزاوية، وآل الخوري على رشميا واحتفظ لنفسه وتحت سلطته المباشرة عين دارا وبعقلين ونيحا وعماطور وبتلون. وقد عُرفت الأسرالتي تولّت مهام الجباية وسواها في إقطاعات جبل لبنان “بالمقاطعجية”. وقد غَمَََرَها الأمير حيدر بالاموال والالقاب والسلطة فأخلصت له ولخلفائه من بعده. وصار جميع ارباب هذه المقاطعات يتصرّفون في مقاطعاتهم امرا ونهيا بين اهلها ويجبون خراجها واموالها السلطانية فيدفعون منها إلى الأمير مقدارا معلوما ويبقى في ايديهم فضلة يعيّنها لهم الحاكم لأجل نفقاتهم…وكان هؤلاء يستوفون مبالغ ضخمة من العمال والفلاحين الذين يقيمون في عهدتهم اذ كانت تقع عليهم أعباء الفئات غير المنتجة من امراء ومشايخ ورجال اقطاع مع عيالهم ومرافقيهم والقوى المسلّحة التي تتولّى حراستهم. وغدت الامارة الشهابية شراكة اقطاعية بين المشايخ الدروز والموارنة يترأسها الاميرالشهابي السني كملتزم للبلاد. واصبح لبنان الإقطاعي يشبه هَرَمًا قاعدته الوجهاء يعلوهم المشايخ والمقدمون فالامراء. وكان الشهابيون يوزعون مهام جباية الضرائب على المقاطعجية ثم يجمعون الاموال منهم لارسالها من شمال لبنان إلى والي طرابلس ومن الشوف إلى والي صيدا ومن البقاع واماكن أخرى مثل نابلس وصفد إلى والي الشام.

## تنازله عن الحكم
قد دام حكم الأمير حيدر إلى سنة 1729م حين تنحّى طوعًا عن الحياة السياسية لصالح ابنه ملحم منصرفًا إلى الصلاة والتأمل.